# Kim Un-Chol
Kim Un-Chol (Corea del Norte, 23 de septiembre de 1979) es un deportista olímpico norcoreano que compitió en boxeo, en la categoría de peso minimosca y que consiguió la medalla de bronce en los Juegos Olímpicos de Sídney 2000.

## Palmarés internacional
| Juegos Olímpicos | Juegos Olímpicos   | Juegos Olímpicos  | Juegos Olímpicos |
| Año              | Lugar              | Medalla           | Prueba           |
| ---------------- | ------------------ | ----------------- | ---------------- |
| 2000             | Sídney (Australia) | Medalla de bronce | Peso minimosca   |